# Scott Donie
Scott Richard Donie (Vicenza, 10 ottobre 1968) è un ex tuffatore statunitense.

## Carriera
Nato a Vicenza, in Italia, vive a Manhattan con la moglie, l'attrice Kaili Vernoff, e la figlia Lucy. Durante la carriera ha vissuto e si è allenato tra New Jersey e Texas ed anche a Fort Lauderdale, in Florida, nel 1992. Nel 1990 si è laureato alla Southern Methodist University di Dallas, in Texas. Facente parte della nazionale statunitense di tuffi già dal 1985, è stato tre volte campione della NCAA Division I e undici della Southwest Conference Diving. L'apice della sua carriera è stato la partecipazione a Barcellona 1992, dove ha vinto la medaglia d'argento nella piattaforma 10 metri con 633.63 punti, arrivando dietro al cinese Sun Shuwei (677.31) ma davanti all'altro cinese Xiong Ni (600.15). L'anno successivo, all'U.S. Olympic Festival di San Antonio, in Texas è stato colpito da un esaurimento nervoso prima di tuffarsi e ha lasciato momentaneamente l'attività agonistica. Rientrato, si è qualificato per Atlanta 1996, dove è arrivato ai piedi del podio nel trampolino 3 metri, circa 20 punti dietro al connazionale Mark Lenzi. Dopo il ritiro nel 1996, è stato allenatore di tuffi, dal 2000 al 2016 all'Università di New York, mentre dal 2016 svolge lo stesso ruolo alla Columbia University, sempre a New York.

## Palmarès
- Giochi olimpici

Barcellona 1992: argento nella piattaforma 10 metri